# Como Calcio 1985-1986
Questa voce raccoglie le informazioni riguardanti il Como Calcio nelle competizioni ufficiali della stagione 1985-1986.

## Stagione

Il neoacquisto e capitano Dirceu (a destra) in contrasto sullo juventino Platini nella partita in casa contro la Juventus del 15 settembre 1985

Grandi cambiamenti per la stagione 1985-1986: fu ingaggiato Roberto Clagluna in panchina, mentre sul fronte mercato al posto del partente Müller, fu acquistato Dirceu (dall' Ascoli); lasciarono dopo cinque anni Giuliani (sostituito da Paradisi proveniente dall'Avellino), Gobbo, Matteoli, Morbiducci e Ottoni (i quali dopo solo una stagione ritornarono al Perugia); ritornò dal prestito alla Sambenedettese Borgonovo (dove venne mandato in prestito Annoni) e arrivarono Mattei e Moz.
Dopo un inizio non proprio esaltante (4 sconfitte e 3 pareggi), la prima vittoria arrivò ad Avellino all'8ª giornata. Ma dopo la sconfitta (10 novembre 1985) contro la squadra della propria città, il Pisa, Clagluna fu esonerato dal presidente Gattei e rimpiazzato il giorno seguente da Rino Marchesi, il quale risollevò una squadra in piena lotta per la salvezza.

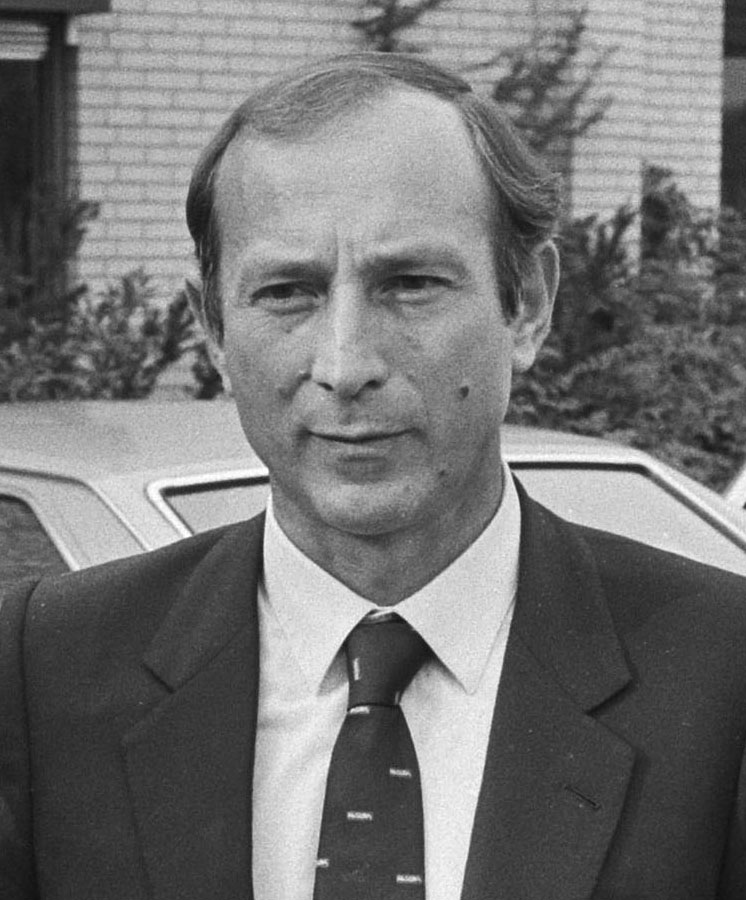
Il tecnico Rino Marchesi, subentrato in novembre a Clagluna sulla panchina lariana, rivitalizzò un Como in crisi portandolo a una tranquilla salvezza in campionato e a una storica semifinale di Coppa Italia.

I primi risultati di rilievo furono le vittorie contro l'esordiente Lecce e la blasonata Inter al Sinigaglia, il pareggio contro il Napoli di Maradona e la vittoria sempre in casa sul Verona campione d'Italia in carica (i lariani si toglieranno la soddisfazione di batterli nuovamente in Coppa Italia, nella sfida di ritorno dei quarti di finale, dopo aver perso l'andata in Veneto), e la vittoria all'ultima giornata contro una Roma (gol di Corneliusson) già demoralizzata per aver perso lo scudetto la settimana precedente: il risultato sarà un sorprendente 9º posto, ottenuto contro ogni pronostico e con la salvezza raggiunta già a due giornate dal termine.
In Coppa Italia, gli azzurri videro sfumarsi una storica finale contro la Sampdoria. Nella doppia semifinale, dopo aver ottenuto un 1-1 a Genova, al Sinigaglia i lariani stavano conducendo per 2-1 (reti di Albiero, Francis e Borgonovo) nel corso dei tempi supplementari, quando un oggetto lanciato dagli spalti ferì l'arbitro Giancarlo Redini: la partita fu sospesa e la vittoria venne poi assegnata a tavolino 2-0 ai blucerchiati.

## Divise e sponsor
Lo sponsor tecnico per la stagione 1985-1986 fu Adidas, mentre lo sponsor ufficiale fu Mita.
| Casa | Trasferta | Trasferta 2 | Alternativa |

## Organigramma societario
Area direttiva
- Presidente: Benito Gattei
- Segretario: Carlo Lamburgo

Area tecnica
- Direttore sportivo: Alessandro Vitali
- Allenatore: Roberto Clagluna, poi dall'11 novembre Rino Marchesi

## Rosa
| N. |                   | Ruolo | Calciatore           |
| -- | ----------------- | ----- | -------------------- |
|    | Italia (bandiera) | P     | Ruggero Aiani        |
|    | Italia (bandiera) | P     | Nello Aldo Cusin     |
|    | Italia (bandiera) | P     | Carlo Della Corna    |
|    | Italia (bandiera) | P     | Mario Paradisi       |
|    | Italia (bandiera) | D     | Massimo Albiero      |
|    | Italia (bandiera) | D     | Pasquale Bruno       |
|    | Italia (bandiera) | D     | Giovanni Guerrini    |
|    | Italia (bandiera) | D     | Stefano Maccoppi     |
|    | Italia (bandiera) | D     | Luca Moz             |
|    | Italia (bandiera) | D     | Mirco Omiccioli      |
|    | Italia (bandiera) | D     | Antonio Tempestilli  |
|    | Italia (bandiera) | C     | Francesco Casagrande |

| N. |                    | Ruolo | Calciatore                       |
| -- | ------------------ | ----- | -------------------------------- |
|    | Italia (bandiera)  | C     | Giancarlo Centi                  |
|    | Italia (bandiera)  | C     | Oreste Didonè                    |
|    | Brasile (bandiera) | C     | Dirceu José Guimarães (capitano) |
|    | Italia (bandiera)  | C     | Luca Fusi                        |
|    | Italia (bandiera)  | C     | Giovanni Invernizzi              |
|    | Italia (bandiera)  | C     | Luca Mattei                      |
|    | Italia (bandiera)  | C     | Egidio Notaristefano             |
|    | Italia (bandiera)  | C     | Giovanni Soncin                  |
|    | Italia (bandiera)  | C     | Enrico Todesco                   |
|    | Italia (bandiera)  | A     | Stefano Borgonovo                |
|    | Svezia (bandiera)  | A     | Mats Dan Erling Corneliusson     |

## Risultati

### Serie A

#### Girone di andata
| Arbitro: | Bianciardi (Siena) |

|                          |           |                   |
| Giordano 32’ Bertoni 43’ | Marcatori | 78’ (aut.) Marino |

| Arbitro: | Agnolin (Bassano del Grappa) |

|  |           |          |
|  | Marcatori | 50’ Brio |

| Arbitro: | Coppetelli (Tivoli) |

|                                  |           |  |
| Verza 60’, 79’ Elkjær Larsen 43’ | Marcatori |  |

| Arbitro: | Leni (Perugia) |

|             |           |               |
| Rideout 49’ | Marcatori | 50’ Borgonovo |

| Como 6 ottobre 1985 5ª giornata | Como          | 0 – 0 | Fiorentina | Stadio Giuseppe Sinigaglia\| Arbitro: \| Longhi (Roma) \| |
| Arbitro:                        | Longhi (Roma) |       |            |                                                           |

| Arbitro: | Pieri (Genova) |

|           |           |  |
| Galli 32’ | Marcatori |  |

| Como 20 ottobre 1985 7ª giornata | Como               | 0 – 0 | Udinese | Stadio Giuseppe Sinigaglia\| Arbitro: \| Bianciardi (Siena) \| |
| Arbitro:                         | Bianciardi (Siena) |       |         |                                                                |

| Arbitro: | Paparesta (Bari) |

|               |           |                                           |
| Benedetti 39’ | Marcatori | 6’ Bruno 14’ Mattei 32’, 64’ Corneliusson |

| Arbitro: | Longhi (Roma) |

|  |           |                           |
|  | Marcatori | 21’ Cantarutti 49’ Magrin |

| Arbitro: | Leni (Perugia) |

|                                         |           |              |
| Baldieri 37’, 57’ Kieft 79’ Mariani 89’ | Marcatori | 44’ Maccoppi |

| Arbitro: | Agnolin (Bassano del Grappa) |

|                               |           |                        |
| Corneliusson 8’ Borgonovo 84’ | Marcatori | 15’ Lorenzo 44’ Vialli |

| Arbitro: | Redini (Pisa) |

|               |           |          |
| Borgonovo 31’ | Marcatori | 81’ Comi |

| Arbitro: | D'Elia (Salerno) |

|                   |           |                                                       |
| Causio 61’ (rig.) | Marcatori | 34’, 84’ Borgonovo 45’ Corneliusson 87’ (rig.) Dirceu |

| Arbitro: | Lombardo (Marsala) |

|               |           |  |
| Borgonovo 30’ | Marcatori |  |

| Roma 22 dicembre 1985 15ª giornata | Roma                      | 0 – 0 | Como | Stadio Olimpico\| Arbitro: \| Pezzella (Frattamaggiore) \| |
| Arbitro:                           | Pezzella (Frattamaggiore) |       |      |                                                            |

#### Girone di ritorno
| Arbitro: | Paparesta (Bari) |

|                   |           |                     |
| Renica 55’ (aut.) | Marcatori | 83’ (rig.) Maradona |

| Torino 12 gennaio 1986 17ª giornata | Juventus          | 0 – 0 | Como | Stadio Comunale\| Arbitro: \| Mattei (Macerata) \| |
| Arbitro:                            | Mattei (Macerata) |       |      |                                                    |

| Arbitro: | Pairetto (Nichelino) |

|                  |           |  |
| Corneliusson 43’ | Marcatori |  |

| Arbitro: | Lanese (Messina) |

|                   |           |             |
| Sclosa 20’ (aut.) | Marcatori | 26’ Rideout |

| Arbitro: | Agnolin (Bassano del Grappa) |

|                |           |  |
| Passarella 52’ | Marcatori |  |

| Arbitro: | Mattei (Macerata) |

|               |           |            |
| Borgonovo 62’ | Marcatori | 88’ Icardi |

| Arbitro: | Lo Bello (Siracusa) |

|                             |           |                    |
| Miano 44’ Edinho 55’ (rig.) | Marcatori | 21’, 78’ Borgonovo |

| Arbitro: | Lombardo (Marsala) |

|             |           |                    |
| Todesco 69’ | Marcatori | 31’ (rig.) Colomba |

| Arbitro: | Casarin (Milano) |

|               |           |               |
| Strömberg 55’ | Marcatori | 51’ Borgonovo |

| Arbitro: | D'Elia (Salerno) |

|            |           |              |
| Dirceu 34’ | Marcatori | 69’ Baldieri |

| Genova 23 marzo 1986 26ª giornata | Sampdoria           | 0 – 0 | Como | Stadio Luigi Ferraris\| Arbitro: \| Lo Bello (Siracusa) \| |
| Arbitro:                          | Lo Bello (Siracusa) |       |      |                                                            |

| Arbitro: | Lombardo (Marsala) |

|            |           |                                              |
| Sabato 53’ | Marcatori | 4’ Maccoppi 40’ Corneliusson 81’ Tempestilli |

| Arbitro: | Fabricatore (Roma) |

|                             |           |  |
| Albiero 35’ (rig.) Fusi 68’ | Marcatori |  |

| Arbitro: | Lamorgese (Potenza) |

|                         |           |                                      |
| Altobelli 31’, 51’, 69’ | Marcatori | 39’ (rig.) Albiero 87’ Notaristefano |

| Arbitro: | Lanese (Messina) |

|                 |           |  |
| Corneliusson 1’ | Marcatori |  |

### Coppa Italia

#### Primo turno
| Arbitro: | D'Innocenzo (Ciampino) |

|             |           |               |
| Todesco 71’ | Marcatori | 28’ Pescatori |

| Arbitro: | Bianciardi (Siena) |

|             |           |                                 |
| Manarin 32’ | Marcatori | 37’ Borgonovo 81’ (rig.) Dirceu |

| Arbitro: | Pirandola (Lecce) |

|             |           |                      |
| Sormani 88’ | Marcatori | 43’ Todesco 80’ Fusi |

| Arbitro: | Esposito (Torre del Greco) |

|                        |           |            |
| Dirceu 55’, 81’ (rig.) | Marcatori | 86’ Romano |

| Arbitro: | Lanese (Messina) |

|                            |           |  |
| Júnior 32’ (rig.) Comi 86’ | Marcatori |  |

#### Fase finale
| Arbitro: | Pezzella (Frattamaggiore) |

|                  |           |  |
| Corneliusson 17’ | Marcatori |  |

| Arbitro: | Lombardo (Marsala) |

|            |           |                 |
| Bonini 42’ | Marcatori | 46’ (aut.) Brio |

| Arbitro: | D'Elia (Salerno) |

|                  |           |                   |
| Vignola 57’, 65’ | Marcatori | 90’ Notaristefano |

| Arbitro: | Mattei (Macerata) |

|                                   |           |           |
| Casagrande 13’ Borgonovo 41’, 51’ | Marcatori | 18’ Verza |

| Arbitro: | Longhi (Roma) |

|             |           |              |
| Salsano 61’ | Marcatori | 72’ Maccoppi |

| Arbitro: | Redini (Pisa) |

|                           |           |             |
| Albiero 85’ Borgonovo 96’ | Marcatori | 87’ Francis |

## Statistiche

### Statistiche di squadra
| Competizione | Punti | In casa | In casa | In casa | In casa | In casa | In casa | In trasferta | In trasferta | In trasferta | In trasferta | In trasferta | In trasferta | Totale | Totale | Totale | Totale | Totale | Totale | DR |
| Competizione | Punti | G       | V       | N       | P       | Gf      | Gs      | G            | V            | N            | P            | Gf           | Gs           | G      | V      | N      | P      | Gf     | Gs     | DR |
| ------------ | ----- | ------- | ------- | ------- | ------- | ------- | ------- | ------------ | ------------ | ------------ | ------------ | ------------ | ------------ | ------ | ------ | ------ | ------ | ------ | ------ | -- |
| Serie A      | 29    | 15      | 4       | 9       | 2       | 13      | 11      | 15           | 3            | 6            | 6            | 19           | 21           | 30     | 7      | 15     | 8      | 32     | 32     | 0  |
| Coppa Italia |       | 5       | 3       | 1       | 1       | 7       | 5       | 6            | 2            | 2            | 2            | 7            | 8            | 11     | 5      | 3      | 3      | 14     | 13     | +1 |
| Totale       |       | 20      | 7       | 10      | 3       | 20      | 16      | 21           | 5            | 8            | 8            | 26           | 29           | 41     | 12     | 18     | 11     | 46     | 45     | +1 |

### Statistiche dei giocatori
| Giocatore        | Serie A  | Serie A | Serie A     | Serie A    | Coppa Italia | Coppa Italia | Coppa Italia | Coppa Italia | Totale   | Totale | Totale      | Totale     |
| Giocatore        | Presenze | Reti    | Ammonizioni | Espulsioni | Presenze     | Reti         | Ammonizioni  | Espulsioni   | Presenze | Reti   | Ammonizioni | Espulsioni |
| ---------------- | -------- | ------- | ----------- | ---------- | ------------ | ------------ | ------------ | ------------ | -------- | ------ | ----------- | ---------- |
| M. Albiero       | 27       | 2       | ?           | ?          | 11           | 0            | ?            | ?            | 38       | 2      | ?           | ?          |
| S. Borgonovo     | 29       | 10      | ?           | ?          | 10           | 3            | ?            | ?            | 39       | 13     | ?           | ?          |
| P. Bruno         | 27       | 1       | ?           | ?          | 11           | 0            | ?            | ?            | 38       | 1      | ?           | ?          |
| F. Casagrande    | 24       | 0       | ?           | ?          | 8            | 1            | ?            | ?            | 32       | 1      | ?           | ?          |
| G. Centi         | 24       | 0       | ?           | ?          | 11           | 0            | ?            | ?            | 35       | 0      | ?           | ?          |
| D. Corneliusson  | 28       | 7       | ?           | ?          | 9            | 1            | ?            | ?            | 37       | 8      | ?           | ?          |
| O. Didonè        | 3        | 0       | ?           | ?          | -            | -            | -            | -            | 3        | 0      | 0+          | 0+         |
| Dirceu           | 25       | 2       | ?           | ?          | 6            | 3            | ?            | ?            | 31       | 5      | ?           | ?          |
| L. Fusi          | 30       | 1       | ?           | ?          | 10           | 1            | ?            | ?            | 40       | 2      | ?           | ?          |
| G. Guerrini      | 3        | 0       | ?           | ?          | 3            | 0            | ?            | ?            | 6        | 0      | ?           | ?          |
| G. Invernizzi    | 12       | 0       | ?           | ?          | 10           | 0            | ?            | ?            | 22       | 0      | ?           | ?          |
| S. Maccoppi      | 28       | 2       | ?           | ?          | 9            | 1            | ?            | ?            | 37       | 3      | ?           | ?          |
| L. Mattei        | 25       | 1       | ?           | ?          | 11           | 0            | ?            | ?            | 36       | 1      | ?           | ?          |
| V. Mazzucato     | -        | -       | -           | -          | 1            | 0            | ?            | ?            | 1        | 0      | 0+          | 0+         |
| L. Moz           | 5        | 0       | ?           | ?          | 2            | 0            | ?            | ?            | 7        | 0      | ?           | ?          |
| E. Notaristefano | 8        | 1       | ?           | ?          | 6            | 1            | ?            | ?            | 14       | 2      | ?           | ?          |
| M. Paradisi      | 30       | -32     | ?           | ?          | 11           | -11          | ?            | ?            | 41       | -43    | ?           | ?          |
| A. Tempestilli   | 27       | 1       | ?           | ?          | 10           | 0            | ?            | ?            | 37       | 1      | ?           | ?          |
| E. Todesco       | 24       | 1       | ?           | ?          | 10           | 2            | ?            | ?            | 34       | 3      | ?           | ?          |